# Куча (місто, Китай)
Куча — невелике місто в Китаї, уйгурський центр повіту в Сіньцзян-Уйгурському автономному районі, з населенням 74 632 жителів (на 1990). 

## Клімат
Місто знаходиться у зоні, котра характеризується кліматом тропічних пустель. Найтепліший місяць — липень із середньою температурою 25 °C (77 °F). Найхолодніший місяць — січень, із середньою температурою -7.2 °С (19 °F).
| Клімат Кучі             | Клімат Кучі | Клімат Кучі | Клімат Кучі | Клімат Кучі | Клімат Кучі | Клімат Кучі | Клімат Кучі | Клімат Кучі | Клімат Кучі | Клімат Кучі | Клімат Кучі | Клімат Кучі | Клімат Кучі |
| Показник                | Січ.        | Лют.        | Бер.        | Квіт.       | Трав.       | Черв.       | Лип.        | Серп.       | Вер.        | Жовт.       | Лист.       | Груд.       | Рік         |
| Середній максимум, °C   | −1          | 3           | 13          | 21          | 26          | 30          | 32          | 31          | 26          | 18          | 8           | 0           | 17          |
| Середня температура, °C | −7          | −1          | 7           | 15          | 20          | 24          | 25          | 24          | 20          | 12          | 2           | −5          | 11          |
| Середній мінімум, °C    | −12         | −6          | 1           | 9           | 14          | 17          | 19          | 18          | 13          | 6           | −2          | −10         | 5           |
| Норма опадів, мм        | 2           | 2           | 3           | 3           | 4           | 14          | 13          | 11          | 5           | 3           | 3           | 1           | 62          |
| ----------------------- | ----------- | ----------- | ----------- | ----------- | ----------- | ----------- | ----------- | ----------- | ----------- | ----------- | ----------- | ----------- | ----------- |
| Джерело: Weatherbase    |             |             |             |             |             |             |             |             |             |             |             |             |             |

## Туризм
Про рівень стародавнього кучарського мистецтва можна дізнатися з стінопису буддійських печерних монастирів, розташованих у Кизилі (75 км від Кучі).